# Csík János (zenész)
Csík János (Kecskemét, 1964. december 30. –) Kossuth-díjas zenész, a Csík zenekar alapító tagja, prímása, énekese.

## Élete
Első zenekarát, a Garabót még középiskolás korában alapította. Ugyanebben az időszakban a Kecskemét Táncegyüttesben táncolt. 1987-ben, sorkatonai szolgálata letöltése után a Békés Banda zenésze lett. Művészeti munkáját kulturális intézményekben, a békéscsabai Balassi Táncegyüttesnél, a jászberényi Jászság Táncegyüttesnél, a budapesti Honvéd Művészegyüttesnél és a szolnoki Tisza Táncegyüttesnél végezte főállású zenészként. 
1988-ban alapította meg saját együttesét, a Csík zenekart.
1991-ben megkapták a Népművészet Ifjú Mestere, 1993-ban a Kiváló Művészeti Együttes címet. 
2002 novemberében súlyos autóbalesetet szenvedett, melynek következtében kétszer élesztették újra és egy hónapig eszméletlenül feküdt. Végtagjai, bal karja is több helyen eltört és nem is forrt össze jól. Műtétek sora, majd hosszú rehabilitáció után végül visszatérhetett a zenéléshez.
2009-ben Magyar Örökség-, 2010-ben Prima Primissima-, 2013-ban Kossuth-díjat érdemelt ki zenekarával..
Munkássága elismeréseképpen Csík János 2010-ben a Magyar Köztársasági Arany Érdemkereszt kitüntetettje lett.
Előadóművészi munkája mellett a nyíregyházi Tanárképző Főiskolán végzett ének-zene-népzene szakon. Több városban is tanított alapfokú művészeti iskolákban, Kalocsán, Örkényben. 2010-ben a Kecskeméti Kodály Zoltán Ének-zenei Általános Iskola, Gimnázium, Szakközépiskola és Alapfokú Művészeti Iskolában megalapította a népzenei tanszakot, ahol azóta is tanít.

Kiadványok:
Be sok eső, be sok sár   hangkazetta      1992
Két út van előttem         hangkazetta      1994
Boldog szomorú dal       1993
Tiszta szívvel                  1998
A kor falára                     2001
Be sok eső, be sok sár  2004
Senki nem ért semmit    2005
Ez a vonat, ha elindult, hadd menjen    2008
Csík János – Csík Zenekar – Rackajam: Karácsonynak éjszakáján 2008
SzívestÖRÖMest - Óévbúcsúztató koncert DVD  2009
Lélekképek                      2011
Süveges Gergő: Csík zenekar – könyv                  2013
Csík zenekar 25 - exkluzív dupla bakelit lemez    2013
Amit szívedbe rejtesz   2014
CSÍK 25 - koncertfilm     2015
Csík János – Úgy élni, mint a fák (50 év)             2015
Engedem, hadd menjen - dokumentumfilm          2015   